# شارل أندري جوليان
شارل أندري جوليان (بالفرنسية: Charles-André Julien)‏ ولد بمدينة كان (Caen) الفرنسية عام 1891 وتوفي عام 1991، مؤرخ وصحافي فرنسي مختص في شؤون المغرب العربي، وقد درّس خاصة في معهد الدراسات السياسية بباريس، وفي المدرسة القومية للإدارة وفي السوربون.

صورة غلاف كتاب تاريخ إفريقيا الشمالية

## ترجمته
انتقل شارل أندري جوليان وهو في الخامسة عشرة من عمره ليعيش في الجزائر. وبعد حصوله على شهادة الباكالوريا، عمل كاتبا بمحافظة وهران. وقد صدم منذ دخوله إلى عالم الشغل، للمارسات كبار الملاكين بمنطقة وهران، وسلب الملاكين الجزائريين لأراضيهم. ونتيجة صدمته بالمعاملة التي كان يلقاها الجزائريون، انخرط في العمل السياسي باكرا، حيث انتمى إلى اليسار وتعرف على مثقفين وسياسيين معارضين للنظام الاستعماري ومن بينهم فيليسيان شالاي Félicien Challaye وأندريه جيد André Gide وغيرهما. وكاشتراكي ساند الثورة البلشفية وأصبح أحد قادة الأممية الثالثة بالجزائر. وعند رحلته إلى روسيا، لحضور مؤتمر موسكو لعام 1921، التقى بالأنتلجنسيا الثورية كلينين وتروتسكي وغوركي وهوشي منه. وقد كان يؤمل أن يرى الثوريين ينخرطون في النضال ضد الاستعمار، وهو ما لم يتم نتيجة الصعوبات التي كانوا يلقونها في بلدانهم. لكن فيما بعد قرر مغادرة اليسار والانضمام إلى الجبهة الشعبية، وقد دعاه آنذاك رئيس الحكومة ليون بلوم Léon Blum إلى قصر ماتينيون وكلفه بتكوين دائرة جديدة هي اللجنة المتوسطية العليا التي من شأنها أن تمكن الجبهة الشعبية من إيجاد حلول للمشاكل المتعلقة بالجزائر والمغرب وتونس. وقد وضع على ذمة رئيس الحكومة مركزا للتوثيق، وحرر مع بيار فيانو وزير الخارجية، ملاحظات تحليلية تتضمن مقترحات عملية. وبعد سقوط حكومة ليون بلوم، عمل لألبير سارو (Albert Sarraut). وبعد الحرب العالمية الثانية، سمي في مجلس الاتحاد الفرنسي وهو ما مكنه من العمل بالمكتبة البرلمانية حيث اطلع على أعمال البرلمان. كتب عام 1931 كتابه الأول، تاريخ إفريقيا الشمالية؛ وفيه فند الأطروحات الاستعمارية التي تقول بأن تاريخ الجزائر يبدأ من عام 1830. وبعد أن كون لنفسه شبكة من المخبرين، توصل إلى أن يجند مراسلين له من داخل الحركات الاستقلالية، مثلما هو الشأن بالنسبة لحزب بورقيبة الذي ارتبط معه بعلاقات صداقة. في ثلاثينات القرن العشرين، تولى رئاسة تحرير المجلة التاريخية Revue historique.
وباعتباره أستاذا جامعيا، وعضوا في الحزب الاشتراكي الفرنسي ومستشارا في الاتحاد الفرنسي، فقد كان مهمشا وفي نفس الوقت مراقبا من قبل السلطات. وقد ندد بتجاوزات السياسة الفرنسية في المغرب العربي، وبانزلاقات الجمهورية الرابعة. ودافع عن المغاربة وبعد اغتيال الزعيم النقابي التونسي فرحات حشاد اتهم منظمة اليد الحمراء بالوقوف وراء تلك العملية. وخلال الأزمة المغربية، قدم نصائح لمحمد الخامس. لقد تميزت فترة ما بعد الحرب العالمية الثانية باندلاع الانتفاضات في جميع أرجاء الامبراطورية الاستعمارية الفرنسية، بدءا بسطيف بالجزائر، ثم في الهند الصينية واخيرا في مدغشقر عام 1947. وبعد هذا الثورة التي تعرضت للقمع الشديد، قرر العمل في الصحافة. وقد ساهم في تاسيس جريدة لومند (العالم)، وهو ما جعله يكسب مؤسسها، هوبير بوف ماري (Hubert Beuve-Mery). وفي 19 أفريل 1950 أمضى على مقالة بالجريدة دعا فيها فرنسا إلى مراجعة سياستها في تونس وخاصة معاهدتي باردو والمرسى اللتين اعتبرهما قد تجاوزهما الزمن. وبعد استقلال المغرب، دعاه الملك محمد الخامس لتاسيس الجامعة المغربية. وقد سمي أول عميد لكلية الآداب بالرباط، كما كان في نفس الوقت أستاذا بالسوربون. وبعد مغادرة وظيفته الجامعية، واصل الاشتغال حول إفريقيا الشمالية.

## مؤلفاته
من أهم مؤلفات شارل أندري جوليان:
- تاريخ إفريقيا الشمالية، وهو أول كتاب له، وقد ظهر عام 1931، وتم تعريبه من قبل محمد مزالي والبشير بن سلامة، وصدر بتونس أكثر من مرة.
- إفريقيا الشمالية تسير : القوميات الإسلامية والسيادة الفرنسية، وقد وقع تعريبه هو أيضا من قبل كل من المنجي سليم والطيب المهيري والصادق المقدم وآخرين، وصدر بتونس عام 1976، وبيروت عام 1979؛
- تونس أصبحت مستقلة 1951-1957، وقد صدر عن منشورات جون افريك عام 1985.
- تاريخ إفريقيا البيضاء، باريس 1966، وقد صدر في إطار سلسلة ماذا أعرف عن المنشورات الجامعية الفرنسية [1]
- تاريخ الجزائر المعاصرة، الجزء الأول: الغزو وبدايات الاحتلال 1827-1871 [2]، وقد صدر عام 1964.

## وصلات خارجية
1. ↑  http://www.persee.fr/web/revues/home/prescript/article/remmm_0035-1474_1966_num_2_1_941 عرض للكتاب نسخة محفوظة 2015-09-24 على موقع واي باك مشين.
2. ↑  http://www.babelmed.net/index.php?c=3291&m=&k=&l=fr حول هذا الكتاب نسخة محفوظة 2016-10-06 على موقع واي باك مشين.